# Untergewichten (Börse)
Untergewichten (englisch underweight) ist in der Börsensprache und in der Finanzanalyse die Verkaufsentscheidung eines Anlegers, durch die ein Portfolio einen zu niedrigen Anteil von einem bestimmten Finanzprodukt im Vergleich zur optimalen Risikodiversifizierung erhält. Gegensatz ist das Übergewichten (englisch overweight), bei dem eine Kaufentscheidung zu einem zu hohen Anteil von Finanzprodukten führt.

## Allgemeines
„Übergewichtung“ oder „Untergewichtung“ beinhalten sprachlich zunächst die Gewichtung, also den Anteil, den ein bestimmtes Finanzprodukt am Gesamtbestand eines Portfolios aufweist. Die beiden Worte wurden erstmals für Effekten (insbesondere Aktien, aber auch Anleihen oder Investmentzertifikate) benutzt. Sie betreffen eine bestimmte Wertpapiergattung (etwa bei den Investmentzertifikaten von Aktienfonds, Alternative Investmentfonds, Dachfonds, Ethikfonds, Filmfonds, Garantiefonds, Geldmarktfonds, Hedgefonds, Immobilienfonds, Offener Immobilienfonds, Immobilien-Spezialfonds, Indexfonds, Infrastrukturfonds, Laufzeitfonds, Medienfonds, Mischfonds, Private-Equity-Fonds, Rentenfonds, Schiffsfonds, Spezialfonds oder Waldfonds) oder einen Branchenmix innerhalb der Gattung (etwa bei Aktien Bankaktien, Bauaktien, Chemieaktien, Versicherungsaktien usw.). Das „Über- oder Untergewichten“ betrifft die Prognose von Börsenkursen im Hinblick auf die Frage, ob der Wertpapierdepotanteil eines bestimmten Titels erhöht oder gesenkt werden soll.

## Portfoliomanagement
Das Portfoliomanagement sorgt bei großen Portfolien dafür, dass jederzeit eine breite Streuung der Bestände vorhanden ist. Bei bestimmten Investmentfonds ist eine Übergewichtung vorbestimmt. So muss ein Aktienfonds ausschließlich oder überwiegend aus Aktien bestehen, lediglich die Zusammensetzung aus verschiedenen Aktiengesellschaften bedarf einer Streuung.
Ein optimales Portfolio wird durch die Portfoliotheorien angestrebt, die untersuchen, welche und wie viele Wertpapiere in ein Wertpapierportfolio aufgenommen werden müssen und dabei eine risikodiversifizierte Asset Allocation propagieren. Diese legt fest, welche Mischung in einem Portfolio zugrunde gelegt wird. Wird hiervon jedoch abgewichen, liegt ein übergewichtetes oder untergewichtetes Wertpapierdepot vor. Die Übergewichtung geringer Wahrscheinlichkeiten impliziert Entscheidungen unter Risiko, die Untergewichtung mittlerer und hoher Wahrscheinlichkeiten bringt risikoaverse Entscheidungen unter Sicherheit mit sich.

## Anlageempfehlungen
Anlageempfehlungen werden ausgesprochen, wenn entweder die vergangenheitsbezogene (ex post) Finanzanalyse (Fundamentalanalyse der Unternehmensdaten des Emittenten) und/oder die prognostizierende (ex ante) Chartanalyse, Trendextrapolation oder das Trendmodell signalisieren, dass künftig beispielsweise ein bestimmter Aktienkurs zu erwarten ist. Dann gibt es neben den Anlageempfehlungen „kaufen“, „halten“ („neutral“) und „verkaufen“ auch die Kategorien „übergewichten“ und „untergewichten“. Dabei ist „kaufen“ für den Anleger ein stärkeres Kaufsignal als „übergewichten“. Auf die Heraufstufung von „übergewichten“ auf „kaufen“ reagieren die Aktienkurse am schwächsten; Aktienkurse reagieren umso stärker, je weiter die Folgeempfehlung von der Ausgangsempfehlung entfernt ist.
Fällt die relative Stärke (Relative Strength Index) unter den gleitenden Durchschnitt, empfiehlt sich ein „Übergewichten“ dieses Outperformers, steigt sie darüber, entsprechend ein „Untergewichten“ des Underperformers.

## Wirtschaftliche Aspekte
Die eine Über- oder Untergewichtung vermeidende Risikodiversifizierung mindert das potenzielle Kursrisiko dieser Über- oder Untergewichtung im Portfolio. Während nämlich ein Bärenmarkt bei Übergewichtung betroffener Wertpapiere zu einer überproportionalen Wertminderung des Kurswerts eines Portfolios durch Kursverluste führt, bewirkt ein Bullenmarkt dessen überproportionalen Kursanstieg und bringt Kursgewinne. Dagegen führt eine vom Bärenmarkt betroffene untergewichtete Wertpapiergattung zu unterproportionalen Kursverlusten, bei einem Bullenmarkt steigen die Kursgewinne nur unterproportional. Die Risikodiversifizierung bei Über- oder Untergewichtung reduziert das unsystematische Risiko, während das systematische Risiko übrigbleibt.
Über- oder Untergewichten sind nicht stets zu vermeiden. Sie können Teil einer Anlage- oder Handelsstrategie sein und Gewinnchancen erhöhen oder Verlustgefahren verringern. In der Realität über- oder untergewichten beispielsweise Fondsmanager meistens bestimmte Aktien im Aktienfonds oder sonstige Finanzinstrumente im Hedgefonds, von denen sie glauben, dass sie sich besser beziehungsweise schlechter entwickeln als der Gesamtmarkt (Benchmarking). Dazu bedarf es einer Chartanalyse oder Trendextrapolation, die ergeben müssen, dass für ein bestimmtes Wertpapier künftig eine sehr wahrscheinliche Tendenz (Börsentendenz) zu erwarten ist. Bei Aktien ist das Vorhandensein des systematischen Risikos zu beachten, das bei einer Aktie mit einem besonders hohen Beitrag zu diesem Risiko zu deren Übergewichtung führen soll und umgekehrt. Das bewusste Eingehen von Über- oder Untergewichtung ist Spekulation. Werden dagegen Über- oder Untergewichtung bewusst vermieden, wird eine Hedging-Strategie verfolgt.
Von Über- oder Untergewichtung können alle Portfolien betroffen sein, also auch das Sicherungsvermögen bei Versicherern oder außerhalb der Wertpapierportfolien insbesondere Bestände an anderen Finanzinstrumenten wie Commodities, Devisen, Edelmetallen oder Krediten (Kreditportfolio). Bei letzterem kann eine Übergewichtung durch Klumpenrisiken mittels Erhöhung der Granularität vermieden werden. Bei internationalen Portfolien ist auch die Streuung nach Länderrisiken zu berücksichtigen.